# Carta politenata
La carta politenata è un tipo di carta utilizzata per le stampe delle fotografie e in molte altre applicazioni sia industriali che di uso comune. Quando lo strato di polietilene estruso è applicato su entrambi i lati del supporto cartaceo di base, la carta viene detta bipolitenata.

## Caratteristiche
Le carte politenate per uso fotografico identificate dalla sigla  "RC", utilizzano carte base di elevata qualità, ed hanno una grammatura fra i 120 ed i 180 g/m2 totali (in genere lo strato di polietilene è compreso fra i 15 ed i 25 g/m2).
Nell'uso fotografico, lo strato di polietilene conferisce, rispetto alla carta baritata (anch'essa utilizzata nella grafica), uno spessore minore e una maggiore facilità d'uso; dopo la stampa infatti si asciuga più rapidamente e non tende ad arricciarsi o a imbarcarsi. La qualità di stampa risente però di queste caratteristiche, soprattutto falsando la profondità del nero e la gamma dei toni. Inoltre, alcune carte politenate sono trattate in superficie con un agente che ne accelera lo Sviluppo fotografico, rendendolo quindi più delicato.
La carta politenata (come altri tipi di carta) non si conserva nel tempo, tendendo a dilatarsi o a restringersi per effetto dell'umidità, portando nei casi estremi alla formazione di crepe o alla delaminazione degli strati del film polietilenico.

## Altri utilizzi
Le carte bipolitenate sono utilizzate in molti altri settori, ad esempio possono essere siliconate su uno o ambo i lati ed essere utilizzate come supporto per materiali autoadesivi (ad esempio nel campo dei nastri adesivi o dei laminati vinilici per la grafica pubblicitaria).
L'utilizzo maggiore al giorno d'oggi per le carte monopolitenate (ovvero con il polietilene estruso su un solo lato) è nel settore dell'imballaggio, sia a livello industriale (ad esempio le bustine di zucchero), che nell'incarto dei prodotti da banco freschi come gli affettati o i formaggi comperati al banco di taglio nei negozi e supermercati.
Le carte politenate possono essere siliconate ed utilizzate come carte di processo in settori industriali quali le finte pelli. Per questi utilizzi si usano grammature totali molto inferiori rispetto alle carte bipolitenate (fra i 50 ed i 90 g/m2); la carta base può essere sia del tipo monolucido, sia carta supercalandrata o patinata.
Un'altra applicazione di peso sempre più crescente sono i "sandwich" in cui il polietilene viene estruso tra due strati di carta Kraft di grammatura elevata. Tale sandwich, molto pesante e robusto, viene utilizzato per l'imballo delle grandi bobine di carta prodotte dalle cartiere. Questo tipo di imballo conferisce protezione alle bobine durante la spedizione. In questo caso il polietilene conferisce anche la protezione contro l'umidità.